# Wílder Viera
Wílder Viera Caballero (Capiatá, 4 marzo 2002) è un calciatore paraguaiano, centrocampista del Cerro Porteño.

## Carriera

### Club
Viera è cresciuto nel settore giovanile del Cerro Porteño, con cui ha debuttato il 3 ottobre 2020 nell'incontro di División Profesional pareggiato 1-1 contro lo Sp. San Lorenzo. Nell'estate del 2022 è stato ceduto in prestito al General Caballero per giocare con maggior continuità e il 12 ottobre ha segnato il suo primo gol contro il Tacuary.

### Nazionale
Ha giocato nelle nazionali giovanili paraguaiane Under-17 ed Under-23.
Nel 2024 è stato convocato dalla nazionale olimpica paraguaiana per partecipare ai Giochi della XXXIII Olimpiade.
Il 6 settembre 2024 esordisce in nazionale maggiore nel pareggio interno contro l'Uruguay (0-0).

## Statistiche

### Presenze e reti nei club
Statistiche aggiornate al 24 luglio 2024.
| Stagione        | Squadra           | Campionato      | Campionato | Campionato | Coppe nazionali | Coppe nazionali | Coppe nazionali | Coppe continentali | Coppe continentali | Coppe continentali | Altre coppe | Altre coppe | Altre coppe | Totale | Totale | Totale |
| Stagione        | Squadra           | Comp            | Pres       | Reti       | Comp            | Pres            | Reti            | Comp               | Pres               | Reti               | Comp        | Pres        | Reti        | Pres   | Reti   |        |
| --------------- | ----------------- | --------------- | ---------- | ---------- | --------------- | --------------- | --------------- | ------------------ | ------------------ | ------------------ | ----------- | ----------- | ----------- | ------ | ------ | ------ |
| 2020            | Cerro Porteño     | PD              | 4          | 0          | CP              | 0               | 0               |                    | -                  | -                  |             | -           | -           | 4      | 0      |        |
| 2021            | Cerro Porteño     | PD              | 4          | 0          | CP              | 0               | 0               | CL                 | 1                  | 0                  |             | -           | -           | 5      | 0      |        |
| 2022            | Cerro Porteño     | PD              | 6          | 0          | CP              | 0               | 0               | CL                 | 0                  | 0                  |             | -           | -           | 6      | 0      |        |
| 2022            | General Caballero | PD              | 13         | 2          | CP              | 0               | 0               |                    | -                  | -                  |             | -           | -           | 13     | 2      |        |
| 2023            | Cerro Porteño     | PD              | 31         | 1          | CP              | 2               | 0               | CL                 | 8                  | 0                  |             | -           | -           | 41     | 1      |        |
| 2024            | Cerro Porteño     | PD              | 15         | 0          | CP              | 0               | 0               | CL+CS              | 5+0                | 1+0                |             | -           | -           | 20     | 1      |        |
| Totale carriera | Totale carriera   | Totale carriera | 73         | 3          |                 | 2               | 0               |                    | 14                 | 1                  |             | -           | -           | 89     | 4      |        |